# Dur powrotny
Dur powrotny (łac. febris recurrens) – choroba zakaźna.

## Etiologia
Choroba jest wywoływana przez krętki z rodzaju Borrelia, najczęściej Borrelia recurrentis, a także takie jak Borrelia duttonii, Borrelia hermsii, Borrelia turicatae i Borrelia parkeri.

## Patogeneza i objawy
Bakterie przenoszone są przez wszy odzieżowe i kleszcze. Dur przenoszony przez kleszcze to dur endemiczny, a dur przenoszony przez wszy – to dur epidemiczny. Okres wylęgania 2-12 dni. Objawy: wysoka gorączka, dreszcze, ból mięśni, ból głowy, nudności, powiększenie wątroby i śledziony, oddech i tętno przyspieszone, krwawienia z nosa, kaszel, wybroczyny podskórne i podśluzowe. Gorączka jest nawrotowa.

## Leczenie
Stosuje się tetracykliny, erytromycynę lub inne makrolidy, chloramfenikol (detreomycynę).

## Rokowanie
U nieleczonych chorych z durem epidemicznym śmiertelność wynosi ok. 40%, natomiast leczonych 4%. Chorzy na dur endemiczny mają lepsze rokowanie – chorych nieleczonych umiera od 4 do 10%, a leczonych mniej niż 2%.

## Klasyfikacja ICD10
| kod ICD10     | nazwa choroby                                |
| ------------- | -------------------------------------------- |
| ICD-10: A68   | Gorączka powrotna                            |
| ICD-10: A68.0 | Gorączka powrotna przenoszona przez wszy     |
| ICD-10: A68.1 | Gorączka powrotna przenoszona przez kleszcze |
| ICD-10: A68.9 | Gorączka powrotna, nie określona             |